# Progress MS-11
Chronologie
Progress MS-10 Progress MS-12
Progress MS-11 (en russe : Прогресс МС-11) est une mission de ravitaillement russe de la Station spatiale internationale (ISS/SSI), réalisée grâce au cargo russe éponyme Progress MS. Le décollage a eu lieu le 4 avril 2019, depuis le cosmodrome de Baïkonour, au Kazakhstan, à l'aide d'un lanceur Soyouz 2. Ce vaisseau est identifié par la NASA sous le nom « Progress 72P ».

## Contexte
Le vaisseau cargo Progress fut développé en Union Soviétique dans les années 70, pour permettre le ravitaillement des équipages des stations Saliout, devant ainsi le premier vaisseau cargo de l'histoire. Développé sur la base du vaisseau habité Soyouz, dont il partage de nombreuses caractéristiques, il effectua son premier vol en 1978, vers la station Saliout 6. Par la suite, il desservira également la station Saliout 7, puis Mir. Dans les années 90, le cargo sera équipé d'une petite capsule permettant le retour de fret sur Terre, dénommée VBK-Radouga, qui fut utilisée à 10 reprises. Au début des années 2000, Progress M1-5 désorbita la station Mir, et les vols du cargo furent entièrement redirigés vers la desserte de la Station spatiale internationale.
Au fil des années, plusieurs versions du vaisseau furent développées. La version initiale 7K-TG initiale fut remplacée en 1989 par le Progress-M (« Modernisé »), qui verra l'ajout notable de panneaux solaires. En 2000, Progress-M1 verra le jour, conçu pour transporter plus de carburant, au détriment des autres ressources, il ne volera que durant 4 ans. En 2008, Progress M-M volera pour la première fois, avec ses nouveaux systèmes de bord numériques. Finalement, il sera remplacé par le Progress MS, disposant de diverses améliorations, telles que :
- L'ajout d'un compartiment externe permettant l'éjection de microsatellites et CubeSats. C'est le vol de Progress MS-03 qui sera le premier à l'utiliser.
- Le remplacement du système radio Kvant-V ukrainien par un Système de Commandes et de Télémétrie Unifié (EKTS).
- L'amélioration de la protection contre les micrométéorites, et l'ajout de systèmes de secours pour le mécanisme d'amarrage.

## Mission

### Préparation et lancement
Durant la planification des vols vers l'ISS effectuée en 2014, le lancement de Progress MS-11 fut initialement prévu le 16 avril 2018, toutefois, le lancement n'eut finalement lieu que le 4 avril de l'année suivante, à la suite de divers retards. Le cargo décolla à bord d'une Soyouz-2.1a à 11h01 TU, depuis le Complexe Vostok (Site 31/6) du cosmodrome de Baïkonour, au Kazakhstan.

### Amarrage et mission orbitale
Progress MS-11 suit une trajectoire lui permettant de s'amarrer à l'ISS en deux orbites seulement, et s'amarra seulement 3h21 après son décollage, permettant de battre le record de Progress MS-09 du plus court vol vers une station spatiale effectué. Le cargo s'est amarré au module Pirs.
À la fin de sa mission le 29 juillet 2019, le cargo s'est désamarré et est parti brûler dans l'atmosphère au-dessus de l'Océan Pacifique.

## Galerie

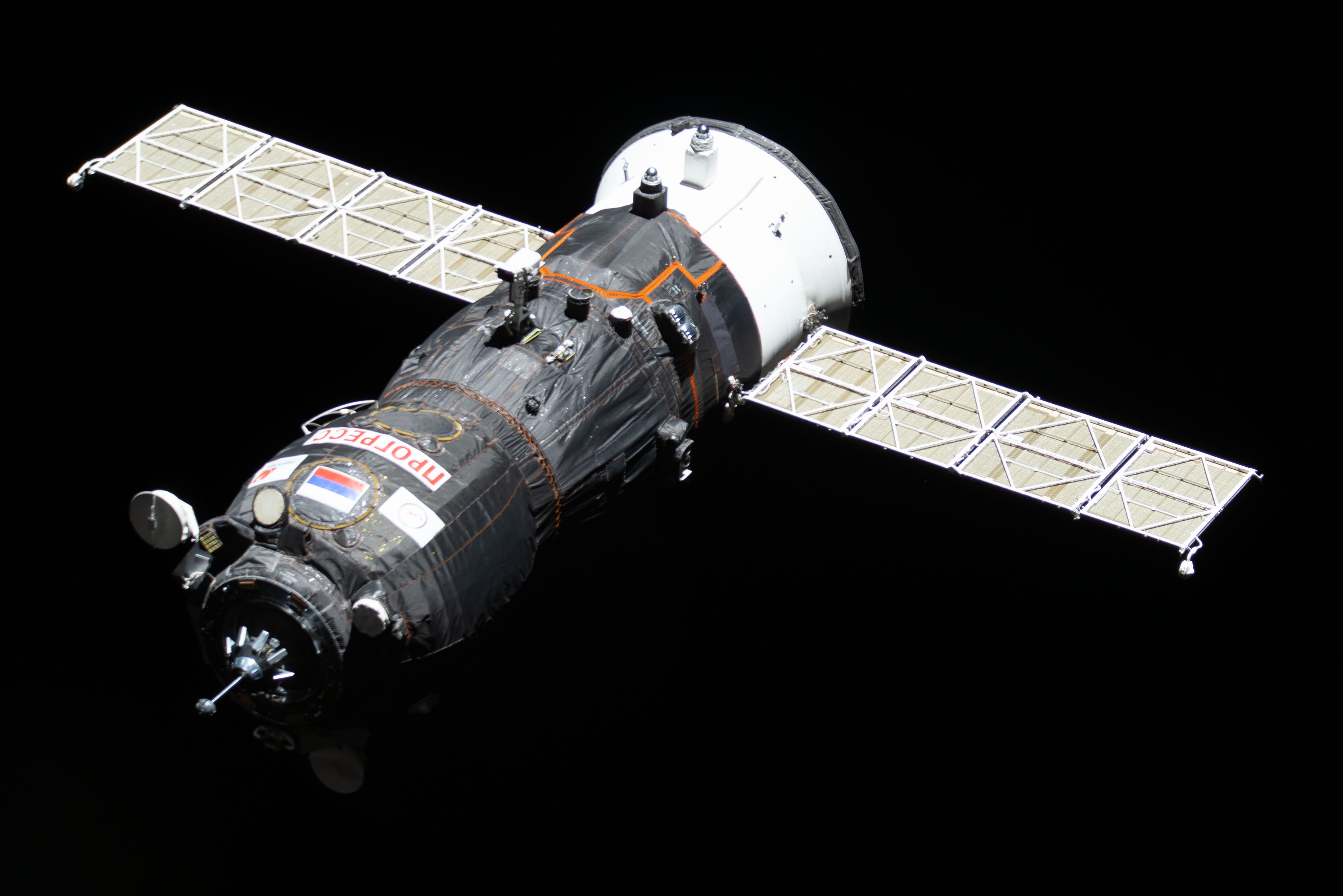
Progress MS-11 en approche de l'ISS
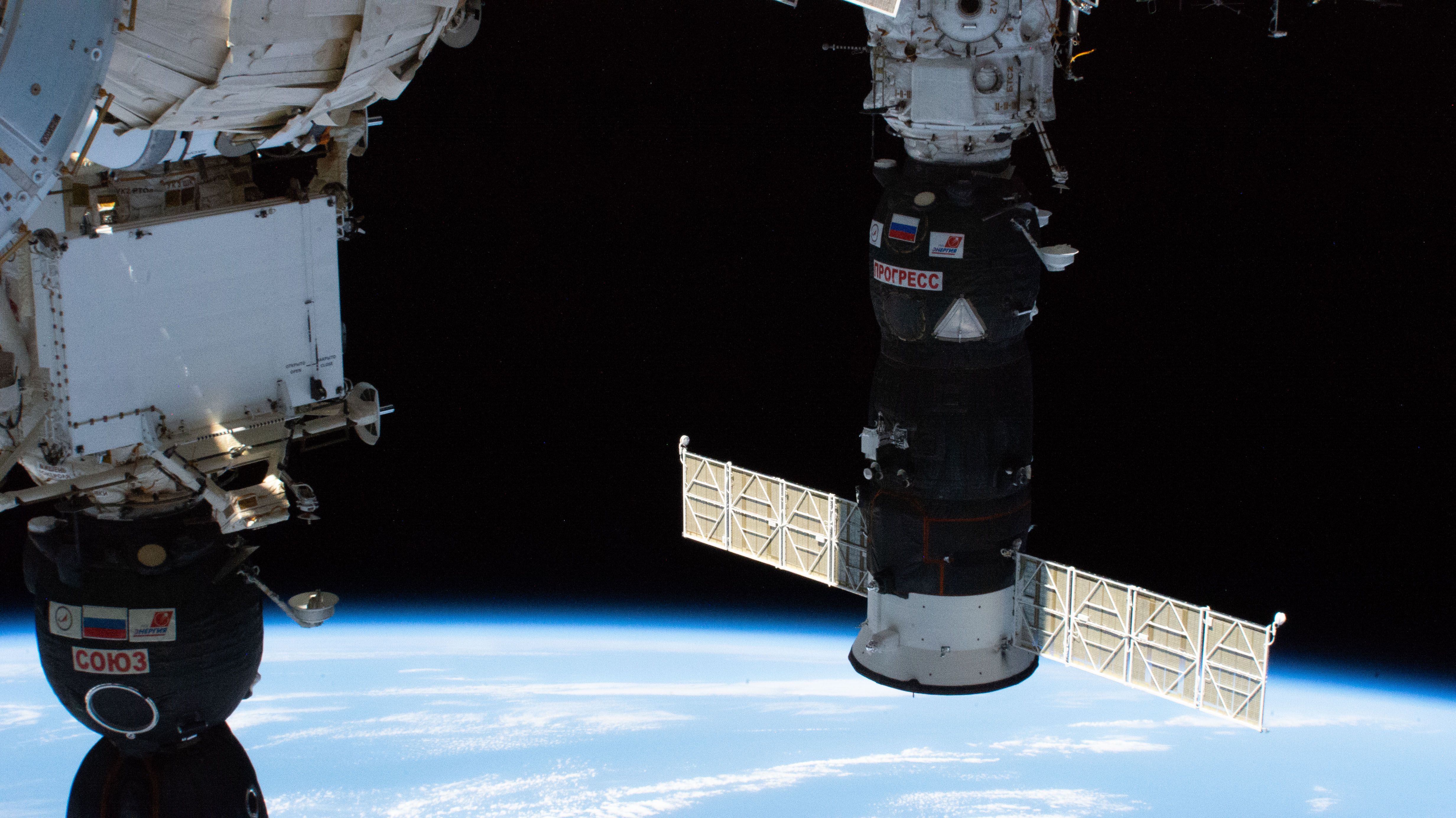
Progress MS-11 amarré